# Death Note – The Last Name
Death Note – The Last Name (Originalschreibweise デスノート the Last name, auch bekannt als Death Note 2) ist der im November 2006 erschienene zweite Teil zu dem Film Death Note vom Juni 2006; sie sind zusammen eine Realverfilmung des gleichnamigen Mangas. Das Drehbuch der Realfilme stammt von Tetsuya Ōishi und Regie führte Shusuke Kaneko. Nachdem im ersten Teil der Student Light Yagami ein Death Note erhalten hat und als Kira mit diesem Verbrecher umbringt, indem er ihre Namen einträgt, während der Detektiv L auf der Jagd nach dem mysteriösen Verbrechermöder ist, gibt es im zweiten Teil mit der Sängerin Misa Amane und der Journalistin Kiyomi Takada neue Kiras mit einem weiteren Death Note.
2008 erschien ein Spin-off mit dem Titel Death Note: L – Change the World über die Figur L und 2016 ein Sequel mit dem Titel Death Note: Light up the NEW World, das zehn Jahre später spielt.

## Handlung
Der zweite Teil knüpft unmittelbar an das Ende des ersten Teils an, als die Sängerin Misa Amane durch das Death Note vor einem Verfolger gerettet wird. Das Death Note wird ihr daraufhin von dem Shinigami Rem übergeben.
Nachdem im ersten Teil Light Yagamis Freundin Shiori ermordet wurde, schwört Light Rache an Kira und tritt der Task Force bei, die gegen Kira ermittelt. Diese wird von seinem Vater geleitet und von L unterstützt, der Light eröffnet, dass er dessen Hauptverdächtiger sei. Während eines Fernsehfestivals des Senders Sakura TV sendet dieser eine Audiobotschaft eines zweiten Kira, der sich mit dem ersten Kira verbünden will. Mit der Kraft der Shinigami-Augen, die es ihr ermöglichen, die Namen von Menschen über ihren Köpfen zu sehen, tötet Misa während des Festivals Polizisten, an dem auch Lights Schwester teilnimmt. Ihr Vater, Soichiro, stoppt die Übertragung, indem er mit einem Fahrzeug gegen die Fernsehwand rast und im Sendergebäude den Direktor bedrängt. Als Light ebenfalls dort ankommt, erkennt Misa ihn durch die Shinigami-Augen als Kira. Am Abend besucht Misa Light zu Hause und lässt ihn ihr Death Note aufbewahren. Sie bietet ihm an, seine Freundin zu werden und für ihn Ls wahren Namen zu sehen, damit er diesen töten kann. Light plant ein Treffen zwischen Misa und L, doch beide erscheinen zufällig an seiner Schule, wo Misa Ls Namen sehen kann. Kurz nach ihrem Verschwinden erfährt L, dass die Task Force Misa festgenommen hat, da Spuren von ihr auf den Videobändern gefunden wurden. Misa wird in einer Zelle im Hauptquartier der Task Force gefesselt festgehalten, gesteht jedoch nicht, Kira zu sein, sondern bittet Rem, sie zu töten. Rem überzeugt sie stattdessen, das Death Note aufzugeben, wodurch sie ihre Shinigami-Augen und die Erinnerungen daran, Kira zu sein, verliert – nicht jedoch ihre Gefühle für Light.
Light vergräbt sein eigenes Death Note, das dem Shinigami Ryuk gehört, und sagt der Task Force, er glaube allmählich, Kira zu sein, könne sich jedoch nicht daran erinnern. Also wird auch er unter Beobachtung eingesperrt, mit der Vereinbarung, dass er unschuldig sein müsse, wenn Kira weiter mordet, während er und Misa in Gefangenschaft sitzen. Rem gibt Misas Death Note an die Journalistin Kiyomi Takada von Sakura TV weiter, und nach einer Woche gibt Light mit einem Codewort an den Shinigami Ryuk sein Death Note auf. Nach zwei Wochen beginnt Takada als neue Kira erneut zu töten. Unter dem Druck der Task Force lässt L daraufhin Light und Misa frei, aber weiterhin unter Beobachtung. Light tritt der Task Force erneut bei. Nachdem Takada das Death Note genutzt hat, um durch den Mord an einer Konkurrentin beruflich aufzusteigen, erkennt Light, dass der aktuelle Kira eine andere Person ist als zuvor. Die Task Force verdächtigt Takada. Unter Kamerabeobachtung sehen sie, wie sie die Namen von Verbrechern in ein Notizbuch einträgt. Um sie zu überführen, ruft Polizist Matsuda anonym bei ihr an und fordert 5 Millionen Yen für die Aufnahmen, die ihr Geheimnis offenbaren würden. Bei einer von der Polizei inszenierten Fernsehsendung, in der Kiras Identität mit den Aufnahmen enthüllt werden soll, lässt sich Takada von Rem die Shinigami-Augen geben und fährt zum Sender, wo sie von der Task Force festgenommen und das Death Note beschlagnahmt wird. Als die Polizisten das Death Note berühren, können sie den Shinigami Rem sehen, und Light erhält seine Erinnerungen als Kira zurück – genauso, wie er es vor seiner Festnahme mit Rem geplant hatte. Mit einem Schnipsel aus dem Death Note, den er bei sich aufbewahrt hat, tötet er Takada.
Zuvor hatte Light Rem angewiesen, eine falsche Regel in das Death Note zu schreiben: Der Besitzer müsse innerhalb von 13 Tagen einen neuen Namen eintragen, andernfalls würde er sterben. Dadurch sollen Light und Misa als unschuldig gelten, da sie länger als 13 Tage eingesperrt waren. Als Misa aus der Beobachtung entlassen wird, beauftragt Light sie, sein Death Note auszugraben, wodurch sie ihre Erinnerungen zurückerlangt. Sie soll L töten, erinnert sich jedoch nicht an seinen Namen aus dem Treffen an der Schule. Daher lässt sie sich von Ryuk erneut die Shinigami-Augen verleihen. Da nach Misas Freilassung wieder Morde durch Kira an Verbrechern geschehen, will L die 13-Tage-Regel durch zwei zum Tode verurteilte Kriminelle überprüfen lassen. Die übrigen Polizisten verlassen mit dem Death Note das Hauptquartier, um in die Vereinigten Staaten zu fliegen. Bei Misas Ankunft im Hauptquartier tötet Rem sowohl Ls Assistenten Watari als auch L, um Misa zu retten, was jedoch auch Rems Tod auslöst, da Shinigamis das Leben von Menschen nicht verlängern dürfen. Misa bringt Light das Death Note, und er schreibt den Namen seines Vaters hinein, der sterben soll, nachdem er ihm das beschlagnahmte Death Note übergeben hat. Bei ihrem Treffen hat sein Vater das Death Note jedoch nicht bei sich, und die restlichen Polizisten sowie L erscheinen ebenfalls. L erklärt, dass er selbst seinen Namen in das echte, von Misa ausgegrabene Death Note geschrieben habe, mit einem Tod nach 23 Tagen, damit er nicht von jemand anderem durch das Death Note getötet werden könne. Zudem hätten sie bereits am zweiten Tag das echte Death Note durch eine Fälschung ersetzt und nur im Fernsehen verkündet, dass die Verbrecher, deren Namen Misa weiterhin eintrug, gestorben seien. Nach mehreren Rechtfertigungsversuchen fleht Light Ryuk an, die anderen zu töten. Stattdessen entscheidet sich Ryuk, Lights Namen in das Death Note zu schreiben, woraufhin Light in den Armen seines Vaters stirbt.
Die Polizei erklärt offiziell, dass Light von Kira getötet wurde, und L verbrennt die Death Notes, wodurch Misa sich an nichts mehr erinnert. Lights Vater besucht ihn ein letztes Mal am Tag seines Todes. Ein Jahr später feiert Lights Familie seinen Geburtstag, und auch Misa, die ihre Gefühle für ihn behalten hat, gedenkt ihm.

## Besetzung und Synchronisation
| Figur           | Schauspieler       | Synchronsprecher |
| --------------- | ------------------ | ---------------- |
| Light Yagami    | Tatsuya Fujiwara   | Kim Hasper       |
| L               | Kenichi Matsuyama  | Julien Haggége   |
| Misa Amane      | Erika Toda         | Magdalena Turba  |
| Ryuk (Stimme)   | Shidou Nakamura    | Sascha Rotermund |
| Watari          | Shunji Fujimura    | Peter Groeger    |
| Soichiro Yagami | Takeshi Kaga       | Thomas Wolff     |
| Rem (Stimme)    | Shinnosuke Ikehata | Christoph Banken |
| Kiyomi Takada   | Nana Katase        | Nicole Hannak    |

## Produktion und Veröffentlichung
Death Note: The Last Name wurde wie der erste Teil der Realfilmreihe Death Note von Tetsuya Ōishi geschrieben und von Shusuke Kaneko inszeniert. Nach der Veröffentlichung des ersten Films im Juni 2006 verstarb der Hauptkameramann Hiroshi Takase im September; ihm wurde der zweite Teil daher gewidmet. An seine Stelle trat Kenji Takama. Die Musik übernahm wieder Kenji Kawai. Wie im ersten Teil wurde während des Vorspanns das Lied Dani California der Band Red Hot Chili Peppers gespielt und diesmal zusätzlich während des Abspanns das Lied Snow (Hey Oh) aus demselben Album, das im Mai 2006 erschienen war.
Premiere hatte der Film bei dem Busan International Film Festival am 16. Oktober 2006. In den Kinos erschien er zuerst am 3. November 2006 in Japan, Hongkong und Taiwan. Eine englische Fassung erschien 2008 im Vereinigten Königreich und den Vereinigten Staaten in ausgewählten Kinos. in Deutschland erschien der Film im Mai 2010 auf DVD.

## Einspielergebnisse
Nach der Veröffentlichung in Japan erreichte der Film in der ersten Woche die Spitze an den Kinokassen und hielt dies vier Wochen lang. Am Ende des Jahres 2006 landete er auf Platz 4 der beliebtesten japanischen Filme des Jahres und hatte 5,5 Milliarden Yen eingenommen. Weltweit spielte der Film insgesamt umgerechnet etwa 48 Millionen Dollar ein.

## Spin-off und Sequel
Im Gegensatz zum Manga und Anime stirbt L in der Realverfilmung nicht vor Light, sondern kann diesen überführen und besiegen. Danach bleiben ihm jedoch selbst nur noch 23 Tage bis zu seinem Tod. Unter dem Titel Death Note: L – Change the World erschien 2008 ein weiterer Film, in dem L innerhalb dieser Zeitspanne einen neuen und letzten Fall annimmt, bevor er schließlich stirbt. Im Oktober 2016 wurde mit Death Note: Light Up the New World ein Sequel veröffentlicht, in dem der Nachfolger von L zehn Jahre später gegen neue Besitzer mehrerer Death Notes antritt. Zu diesem Film gehört auch eine Miniserie, die im September 2016 veröffentlicht wurde.